# Saivo (Gällivare socken, Lappland, 748273-172214)
Saivo är en sjö i Gällivare kommun i Lappland och ingår i Kalixälvens huvudavrinningsområde. Sjön har en area på 0,505 kvadratkilometer och ligger 455 meter över havet.

## Delavrinningsområde
Saivo ingår i det delavrinningsområde (748183-172235) som SMHI kallar för Utloppet av Saivo. Medelhöjden är 489 meter över havet och ytan är 3,8 kvadratkilometer. Räknas de 4 avrinningsområdena uppströms in blir den ackumulerade arean 13,59 kvadratkilometer. Vattendraget som avvattnar avrinningsområdet har biflödesordning 3, vilket innebär att vattnet flödar genom totalt 3 vattendrag innan det når havet efter 309 kilometer. Avrinningsområdet består mestadels av skog (77 procent). Avrinningsområdet har 0,58 kvadratkilometer vattenytor vilket ger det en sjöprocent på 15,2 procent.

## Etymologi
Saivo kommer från det lulesamiska ordet sájvva som betyder "helig dubbelbottnad sjö utan tillopp".